# Tour de l'Ijen
El Tour de l'Ijen (oficialment Banyuwangi Tour de Ijen) és una cursa ciclista anual per les terres de Java Oriental, a Indonèsia, i anomenada així a causa de l'Altiplà d'Ijen. Iniciat el 2012, forma part de l'UCI Àsia Tour.

## Llista de guanyadors
| Any                        | Guanyador         | Segon                 | Tercer            |
| -------------------------- | ----------------- | --------------------- | ----------------- |
| 2012                       | Ki Ho Choi        | Óscar Pujol           | Timo Scholz       |
| 2013                       | Samad Poor Seiedi | John Kronborg         | Rahim Ememi       |
| 2014                       | Peter Pouly       | Hossein Askari        | Amir Zargari      |
| 2015                       | Peter Pouly       | Benjamí Prades        | Daniel Whitehouse |
| 2016                       | Jai Crawford      | Ricardo García Ambroa | Dadi Suryadi      |
| 2017                       | Davide Rebellin   | Amir Kolahdozhagh     | Víctor Niño       |
| 2018                       | Benjamin Dyball   | Jesse Ewart           | Thomas Lebas      |
| 2019                       | Robbie Hucker     | Michael Vink          | Jesse Ewart       |
| No disputat de 2020 a 2023 |                   |                       |                   |
| 2024                       | Merhawi Kudus     | Metkel Eyob           | Benjamí Prades    |
| 2025                       | Benjamín Prades   | Adne van Engelen      | Nicolò Pettiti    |